# Club Estudiantes de La Plata
Il Club Estudiantes de La Plata (spagnolo per Club Studenti di La Plata), noto come Estudiantes La Plata o semplicemente Estudiantes, è una società sportiva di La Plata, in provincia di Buenos Aires, in Argentina, nota per i successi ottenuti in ambito calcistico.
L'Estudiantes è fra le squadre più vincenti del calcio argentino. Nel 1967 l'Estudiantes fu la prima squadra a vincere il campionato argentino professionistico al di fuori delle "cinque sorelle" (Boca Juniors, River Plate, Racing, Independiente e San Lorenzo): dopo questa data vinse altre quattro volte il titolo nazionale, portando il suo totale di vittorie a cinque. Anche in campo internazionale l'Estudiantes ha ottenuto grandi risultati: quattro Copa Libertadores (di cui tre consecutive, dal 1968 al 1970), una Coppa Intercontinentale e una Coppa Interamericana.
Sullo stemma della squadra sono raffigurate 11 stelle, riconoscimento alla vittoria di 6 trofei internazionali e di 5 campionati argentini. L'ultima di queste stelle è stata aggiunta il 15 luglio 2009, quando l'Estudiantes ha vinto la Coppa Libertadores.
L'Estudiantes venne fondato nel 1905, quando un gruppo di giocatori e tifosi decisero di separarsi dalla più antica compagine del Gimnasia de La Plata, la quale aveva la tendenza a favorire sport al chiuso rispetto al calcio. Le partite fra le squadre dell'Estudiantes e del Gimnasia prendono il nome di Clásico Platense. Lo stadio dell'Estudiantes ("Estadio Jorge Luis Hirschi") è stato reinaugurato nel 2019 dopo un rifacimento completo durato 11 anni.
Come molte altre squadre argentine, l'Estudiantes è una istituzione polisportiva: fra gli sport in cui è impegnato ricordiamo il basket, la pallamano, l'hockey su prato, il golf, il nuoto, il judo e la pallavolo.

## Storia

### Origini eLos Profesores

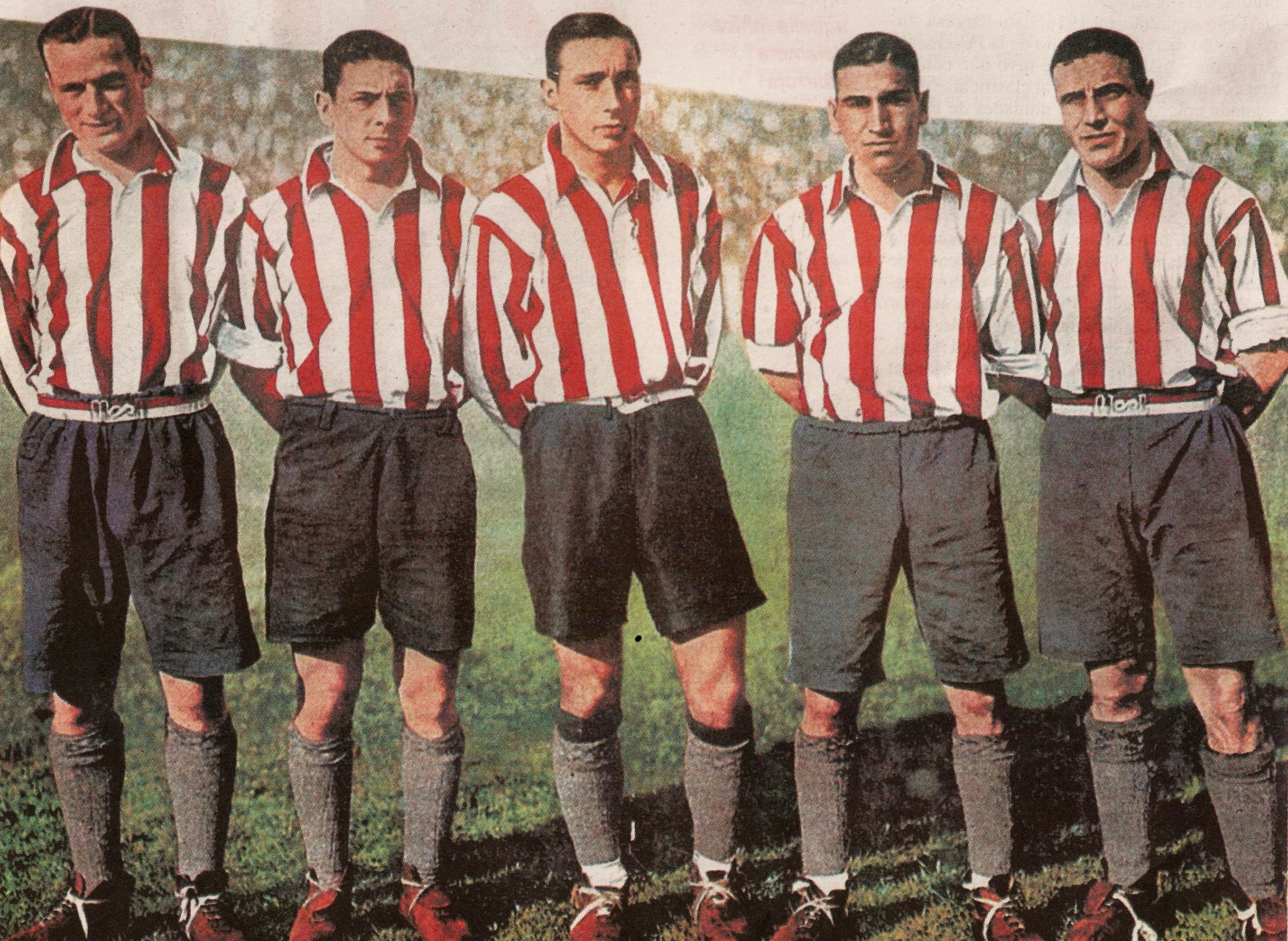
Los Profesores:Lauri, Scopelli, Zozaya, Ferreira e Guaita

Il club venne fondato il 4 agosto 1905 da studenti sia universitari sia delle superiori (avevano frequentato lo stesso istituto dei fratelli Schoedden fondatori dell'Alumni prima squadra a vincere tutto in Argentina) che si sentivano esclusi dai dirigenti del Gimnasia y Esgrima, società che preferiva gli sport indoor (come la scherma e la ginnastica) rispetto al calcio. Dopo aver fatto una squadra per partecipare al campionato si erano ritirati perché essendo loro dell'alta società consideravano il calcio come uno sport per i poveri. Il primo stadio fu nell'incrocio dei viali 19 e 51 per poi trasferirsi al viale 1 tra le strade 55 e 57 il 25 dicembre 1907. Prima dell'avvento del professionismo, l'Estudiantes aveva ottenuto come miglior risultato due secondi posti nel campionato del 1919 e nella penultima edizione amatoriale del 1930, in entrambi i casi alle spalle del Boca Juniors.
Quando giunse il professionismo in Argentina, nel 1931, l'Estudiantes aveva una famosa linea offensiva (all'interno del 2-3-5): Lauri-Scopelli-Zozaya-Ferreyra-Guaita, noti come Los Profesores (i Professori), ancora oggi ritenuto in Argentina uno dei migliori attacchi di tutti i tempi. Guaita fece poi parte della Roma e della nazionale italiana che conquistò la Coppa del Mondo 1934. I fratelli Sbarra (Raúl e Roberto) e Armando Nery formavano invece la temuta linea difensiva. Fu Alberto Zozaya a segnare il primo gol del calcio professionistico argentino; divenne anche il capocannoniere del primo campionato professionistico.
Nel 1937, venne installato un pionieristico impianto di illuminazione nello stadio, permettendo le gare in notturna.

### Anni cinquanta e sessanta
Gli anni cinquanta videro l'ascesa di giocatori come Ogando, Garcerón, Bouché, Urriolabeitia, Infante, Antonio, e gli ultimi gol del grande attaccante Manuel Payo Pellegrina, che è attualmente il capocannoniere all-time dell'Estudiantes con 221 gol. Il club retrocesse nel 1953 ma fu ripromosso l'anno dopo.
Negli anni sessanta si andava formando la squadra giovanile, allenata da Miguel Ignomiriello e nota come La Tercera que Mata (le Giovanili che ammazzano), che si sarebbe evoluta, insieme con pochi nuovi arrivi, nello squadrone guidato da Osvaldo Zubeldía che vinse il Metropolitano 1967 (il primo titolo nazionale della sua storia).
L'Estudiantes divenne così la prima squadra escluse le "cinque grandi" (Boca Juniors, River Plate, Racing Club, Independiente e San Lorenzo) a conquistare il titolo professionistico. Questo successo aprì la porta alle altre "piccole": il Vélez Sarsfield e il Chacarita Juniors vinsero il titolo nel 1968 e nel 1969, rispettivamente.

### La squadra di Zubeldía
L'Estudiantes si assicurò la Coppa Libertadores per tre anni di fila (dal 1968 al 1970), e la Coppa Intercontinentale del 1968 contro il forte Manchester Utd di Bobby Charlton. Perse le successive Intercontinentali contro il Milan (1969) e contro il Feyenoord (1970). Nel 1969 vinse anche la Coppa Interamericana.

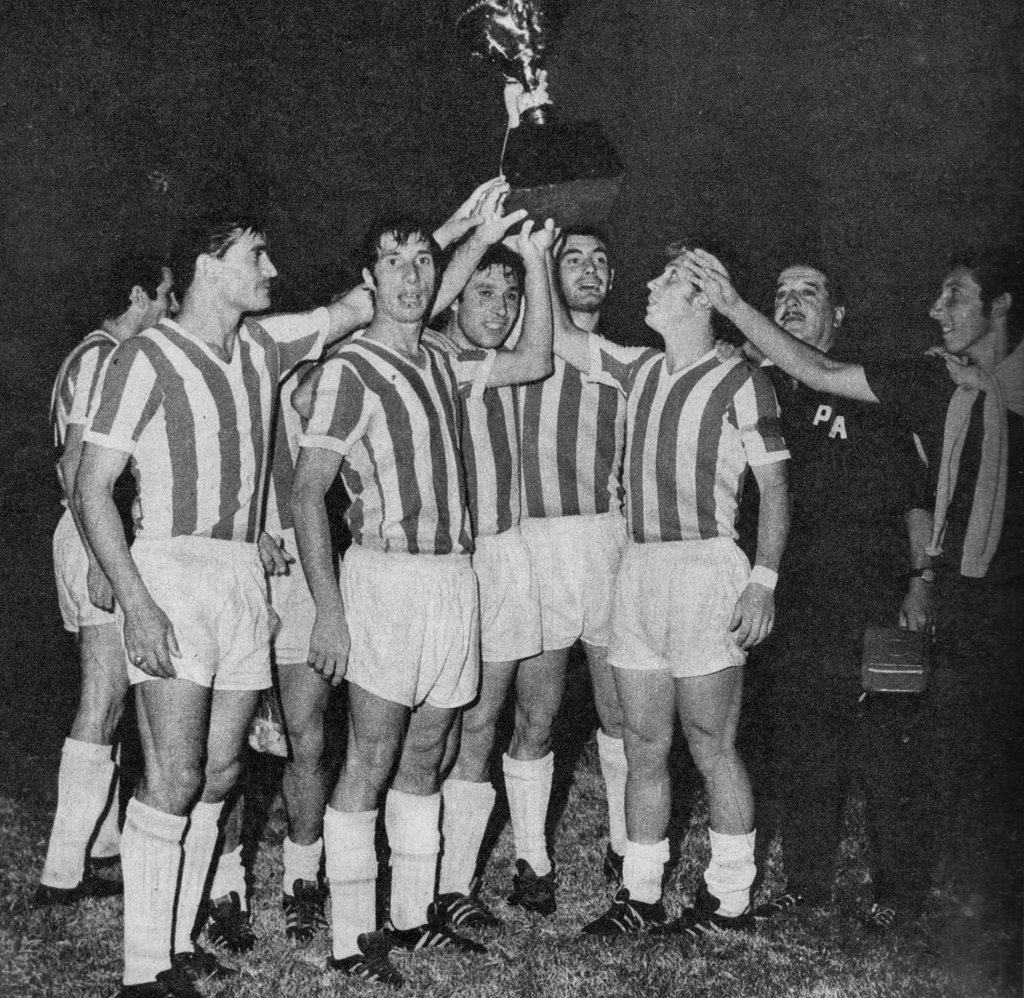
Festeggiamenti per la vittoria della Coppa Interamericana del 1969

La formazione di Zubeldía è stata probabilmente l'unica squadra di successo ad avere due laureati in rosa: Carlos Salvador Bilardo (ginecologo) e il compagno Raúl Madero ricevettero il diploma di laurea alla Facoltà di medicina dell'Università di Buenos Aires; contemporaneamente svolgevano l'attività sportiva.
Il faro della squadra di Zubeldía era sicuramente Juan Ramón Verón, la bruja, padre di Juan Sebastián Verón, la brujita. Supportato dall'intelligente gioco di Conigliaro, Echecopar e Madero, e dalle istruzioni tattiche fornite dal regista Carlos Bilardo, Verón, detto Bruja, divenne uno dei giocatori argentini più famosi dell'epoca. Il talentuoso terzino destro Manera soffrì invece diversi infortuni e non mostrò tutto il suo potenziale.

### Anni settanta e ottanta
Durante la stagione 1970, Bilardo si ritirò dal calcio giocato e cominciò l'attività imprenditoriale di famiglia. Più tardi cominciò ad allenare, alternandosi tra l'Estudiantes e varie squadre colombiane. Guidò l'Estudiantes nel 1982, quando la squadra vinse il torneo Metropolitano. Sotto il suo successore Eduardo Luján Manera, anche lui membro del team di Zubeldía, l'Estudiantes vinse il Nacional 1983. Entrambe queste due vittorie arrivarono a spese del forte Independiente.
Questa squadra era caratterizzata da una solida difesa (Camino sulla destra e Herrera sulla sinistra erano temutissimi per le loro incursioni in attacco, mentre Brown forniva sicurezza come libero); inoltre aveva tre centrocampisti creativi (Ponce, Sabella e Trobbiani, con Russo arretrato davanti alla difesa) e due attaccanti prolifici (Gottardi e Trama).
Bilardo andò ad allenare la nazionale argentina, vincendo i Mondiali 1986. José Luis Brown, capitano dell'Estudiantes vittorioso nel 1982, segnò il gol d'apertura nella finale contro la Germania Ovest. La nazionale albiceleste raggiunse la finale, perdendola, anche ai Mondiali 1990: in entrambe le rassegne Madero era il fisioterapista della squadra.

### Anni novanta e 2000
L'Estudiantes retrocesse nel 1994, ritornando in prima divisione l'anno dopo, nella stagione di esordio del giovane Juan Sebastián Verón. Negli anni successivi, nel club militarono giocatori poi divenuti famosi, come Martín Palermo, Luciano Galletti, Bernardo Romeo, Ernesto Farías e Hugo Mariano Pavone.
Nel 2004-2005, sotto la guida del coach Reinaldo Merlo, l'Estudiantes chiuse al quarto posto sia nel torneo Apertura che in quello Clausura, e Hugo Mariano Pavone si laureò capocannoniere del Clausura 2005. Il 17 aprile 2005, l'Estudiantes de La Plata divenne la sesta squadra in Argentina a vincere 1.000 gare professionistiche, rimontando e sconfiggendo il Newell's Old Boys per 3-2.
Merlo si dimise nell'agosto 2005, il giorno dopo la festa per le celebrazioni del centenario della squadra. Venne subito rimpiazzato da Jorge Burruchaga, discepolo di Bilardo. Il team entrò nella storia quando ribaltò il risultato sfavorevole (0-3 all'intervallo) andando a vincere 4-3 contro i peruviani dello Sporting Cristal in una gara di Coppa Libertadores giocata il 21 febbraio 2006.

### La squadra di Simeone
Il 18 maggio 2006 Burruchaga venne rimpiazzato da un altro grande ex giocatore argentino, Diego Simeone, che costruì la squadra intorno al Brujita Verón (suo ex compagno alla Lazio), tornato all'Estudiantes dopo 11 anni. La squadra di Simeone venne eliminata dal San Paolo ai rigori nei quarti di finale della Coppa Libertadores 2006, ma realizzò un'impressionante serie di vittorie in campionato.
L'Estudiantes sconfisse il Gimnasia con un inedito 7-0 nel derby giocato il 15 ottobre 2006 (torneo di Apertura), realizzando una serie di 10 vittorie consecutive (record del club stabilito dalla squadra di Zubeldia eguagliato), e chiudendo al primo posto insieme al Boca Juniors (in Argentina non si tiene in considerazione la differenza reti).
Lo spareggio venne giocato il 13 dicembre 2006; l'Estudiantes rimontò e batté il Boca Juniors 2-1 assicurandosi il primo titolo in campionato in 23 anni. In quel torneo, l'Estudiantes sconfisse tutte le "cinque grandi", concesse il minor numero di reti, ed ebbe tre dei suoi giocatori (Pavone, Verón e Braña) classificati ai primi posti nel ranking della rivista Olé dei migliori giocatori.

### 2008-2009
Dal torneo di Clausura 2008 la guida tecnica del club fu affidata a Néstor Sensini, in sostituzione di Simeone, trasferitosi sulla panchina del River Plate.
Con alla guida Sensini, l'Estudiantes si classificò al terzo posto nel campionato poi vinto dal River Plate.
A seguito dei cattivi risultati ottenuti nell'avvio dell'Apertura 2008 - 5 punti nelle prime 6 partite - il 18 settembre 2008 Néstor Sensini rassegnò le dimissioni dall'incarico. Come nuovo allenatore venne ingaggiato Leonardo Astrada.
Il campionato di Apertura 2008 vide il club lontano dai vertici e si concluse con l'Estudiantes al 7º posto staccato di ben 11 punti dal terzetto di testa.
L'attenzione del Pincha fu tutta rivolta alla Copa Sudamericana 2008: dopo aver superato con grande fatica il turno di qualificazione ai danni dell'Independiente, Verón e compagni infilarono un percorso senza sconfitte che li condusse sino alla finale, eliminando nei vari turni l'Arsenal Sarandì, il Botafogo e l'Argentinos Juniors.
Nella doppia finale del torneo gli avversari furono i brasiliani dell'Internacional di Porto Alegre; la gara di andata, giocata a La Plata, vide imporsi i brasiliani per 1-0, mentre in quella di ritorno gli argentini riuscirono a segnare una rete portando la gara ai supplementari. A 5 minuti dal termine del secondo supplementare un gol di Nilmar consegnò il titolo nelle mani dell'Internacional.
Il 2009 si è aperto con un 6º posto nel torneo Clausura ma la squadra è stata ancora protagonista a livello internazionale. La Copa Libertadores 2009 si è aperta con qualche difficoltà, nel turno preliminare il club ha avuto la meglio sui peruviani dello Sporting Cristal solo grazie alla regola dei gol in trasferta e la fase a gruppi è iniziata con una brutta sconfitta (3-0) contro i brasiliani del Cruzeiro. Nonostante l'inizio in salita il club platense è però riuscito a superare l'ostacolo del girone eliminatorio senza grosse difficoltà. La fase ad eliminazione diretta ha visto il club imporsi per ben 5 volte in 6 partite, eliminando i paraguaiani del Libertad, gli uruguaiani del Defensor Sporting e del Nacional di Montevideo. Ad attendere il Pincha in finale c'erano i brasiliani del Cruzeiro, già affrontati nella prima parte del torneo. La gara di andata, disputata in Argentina, si è conclusa 0-0, mentre il ritorno, giocato nello stadio Mineirão di Belo Horizonte, ha visto la vittoria in rimonta per 2-1 dei biancorossi. Il 15 luglio 2009, dopo 39 anni di attesa, l'Estudiantes ha riconquistato il titolo di campione del Sudamerica, per la quarta volta nella sua storia.

## Colori
L'Estudiantes veste una maglia a strisce rosse e bianche, in onore della squadra Alumni dei fratelli Schoedden che dominava la scena del calcio argentino negli anni della fondazione, con calzoncini neri e calzettoni neri con due sottili strisce orizzontali biancorosse. Nei primi tempi, al momento dell'entrata in campo, la squadra vestiva una giacchetta blu sopra la camicia a strisce.

## Stadio
L'Estudiantes giocava le partite casalinghe nello Stadio Jorge Luis Hirschi di La Plata che dai 35.000 posti degli anni '60 era passato a 23.000 per questioni di sicurezza. Questo impianto è situato nel viale 1, tra la 55a e la 57a strada, a La Plata.
Quando, negli anni novanta, venne costruito dal volere del sindaco di allora nonostante la grave crisi economica un nuovo stadio a La Plata, sia l'Estudiantes sia il Gimnasia y Esgrima, l'altra squadra di La Plata, decisero inizialmente di non trasferirsi nel nuovo stadio. All'Estudiantes fu negato di accedere al proprio stadio, che venne chiuso nel settembre 2005 a causa dei nuovi regolamenti sulla sicurezza che impedivano l'uso di tribune in legno. Un ordine di revoca esentò l'Estudiantes dal divieto, ma il governo della città rifiutò di assentire, aumentando la tensione nel rapporto con il club.
Adesso il vecchio stadio è stato raso al suolo, parte delle sue gradinate di legno vendute come cimelio e sono in partenza i lavori di costruzione del nuovo impianto.

## Rosa 2025
| N. |                      | Ruolo | Calciatore          |
| -- | -------------------- | ----- | ------------------- |
| 1  | Argentina (bandiera) | P     | Fabricio Iacovich   |
| 2  | Argentina (bandiera) | D     | Facundo Rodríguez   |
| 4  | Argentina (bandiera) | D     | Román Gómez         |
| 5  | Argentina (bandiera) | C     | Santiago Ascacíbar  |
| 6  | Argentina (bandiera) | D     | Santiago Núñez      |
| 7  | Argentina (bandiera) | A     | José Sosa           |
| 8  | Uruguay (bandiera)   | C     | Gabriel Neves       |
| 9  | Argentina (bandiera) | A     | Guido Carrillo      |
| 10 | Uruguay (bandiera)   | C     | Tiago Palacios      |
| 11 | Argentina (bandiera) | C     | Facundo Farías      |
| 12 | Argentina (bandiera) | P     | Matías Mansilla     |
| 13 | Argentina (bandiera) | D     | Gastón Benedetti    |
| 14 | Uruguay (bandiera)   | D     | Sebastián Boselli   |
| 15 | Paraguay (bandiera)  | C     | Santiago Arzamendia |

| N. |                      | Ruolo | Calciatore           |
| -- | -------------------- | ----- | -------------------- |
| 16 | Uruguay (bandiera)   | A     | Mauro Méndez         |
| 17 | Argentina (bandiera) | A     | Joaquín Tobio Burgos |
| 18 | Colombia (bandiera)  | D     | Edwuin Cetré         |
| 19 | Colombia (bandiera)  | C     | Alexis Manyoma       |
| 20 | Argentina (bandiera) | D     | Eric Meza            |
| 21 | Argentina (bandiera) | C     | Lucas Ezequiel Piovi |
| 22 | Argentina (bandiera) | C     | Alexis Castro        |
| 23 | Argentina (bandiera) | A     | Luciano Giménez      |
| 24 | Argentina (bandiera) | C     | Bautista Kociubinski |
| 25 | Argentina (bandiera) | C     | Cristian Medina      |
| 26 | Argentina (bandiera) | D     | Ramiro Funes Mori    |
| 27 | Argentina (bandiera) | A     | Lucas Alario         |
| 29 | Argentina (bandiera) | A     | Fabricio Pérez       |
| 33 | Uruguay (bandiera)   | P     | Fernando Muslera     |

## Rosa 2024
| N. |                      | Ruolo | Calciatore         |
| -- | -------------------- | ----- | ------------------ |
| 1  | Argentina (bandiera) | P     | Fabricio Iacovich  |
| 2  | Argentina (bandiera) | D     | Zaid Romero        |
| 5  | Argentina (bandiera) | C     | Santiago Ascacíbar |
| 7  | Argentina (bandiera) | A     | José Sosa          |
| 8  | Argentina (bandiera) | C     | Fernando Zuqui     |
| 9  | Argentina (bandiera) | A     | Guido Carrillo     |
| 10 | Argentina (bandiera) | A     | Lucas Alario       |
| 11 | Argentina (bandiera) | C     | Deian Verón        |
| 13 | Argentina (bandiera) | D     | Gastón Benedetti   |
| 14 | Argentina (bandiera) | D     | Eros Mancuso       |
| 15 | Argentina (bandiera) | C     | Franco Zapiola     |
| 16 | Uruguay (bandiera)   | A     | Mauro Méndez       |
| 18 | Argentina (bandiera) | D     | Juan Cruz Guasone  |
| 19 | Colombia (bandiera)  | C     | Alexis Manyoma     |
| 23 | Argentina (bandiera) | C     | Gonzalo Piñeiro    |
| 25 | Argentina (bandiera) | P     | Juan Pablo Zozaya  |

| N. |                      | Ruolo | Calciatore           |
| -- | -------------------- | ----- | -------------------- |
| 26 | Argentina (bandiera) | D     | Luciano Lollo        |
| 31 | Argentina (bandiera) | A     | Pablo Piatti         |
| 32 | Argentina (bandiera) | D     | Federico Fernández   |
| 35 | Argentina (bandiera) | D     | Nicolás Fernández    |
| 40 | Argentina (bandiera) | C     | Axel Atum            |
| 42 | Argentina (bandiera) | A     | Martiniano Moreno    |
| 47 | Cile (bandiera)      | C     | Javier Altamirano    |
|    | Argentina (bandiera) | C     | Iván Gómez           |
|    | Argentina (bandiera) | C     | Esteban Obregón      |
|    | Argentina (bandiera) | C     | Bautista Kociubinski |
|    | Argentina (bandiera) | D     | Eric Meza            |
|    | Argentina (bandiera) | A     | Aaron Spetale        |
|    | Argentina (bandiera) | D     | Santiago Flores      |
|    | Uruguay (bandiera)   | C     | Gabriel Neves        |
|    | Paraguay (bandiera)  | D     | Santiago Arzamendia  |

## Rosa 2022-2023
| N. |                      | Ruolo | Calciatore          |
| -- | -------------------- | ----- | ------------------- |
| 1  | Argentina (bandiera) | P     | Jerónimo Pourtau    |
| 2  | Argentina (bandiera) | D     | Ezequiel Muñoz      |
| 4  | Argentina (bandiera) | C     | Leonardo Heredia    |
| 5  | Paraguay (bandiera)  | C     | Jorge Morel         |
| 6  | Argentina (bandiera) | D     | Emmanuel Mas        |
| 7  | Uruguay (bandiera)   | A     | Mauro Méndez        |
| 8  | Argentina (bandiera) | C     | Fernando Zuqui      |
| 9  | Argentina (bandiera) | A     | Leandro Díaz        |
| 10 | Argentina (bandiera) | A     | Benjamín Rollheiser |
| 12 | Argentina (bandiera) | P     | Juan Pablo Zozaya   |
| 13 | Paraguay (bandiera)  | D     | Bruno Valdez        |
| 14 | Argentina (bandiera) | A     | Hernán Toledo       |
| 15 | Argentina (bandiera) | C     | José Ernesto Sosa   |
| 16 | Argentina (bandiera) | A     | Guido Carrillo      |

| N. |                      | Ruolo | Calciatore         |
| -- | -------------------- | ----- | ------------------ |
| 17 | Argentina (bandiera) | A     | Mauro Boselli      |
| 18 | Argentina (bandiera) | C     | Fabián Noguera     |
| 19 | Argentina (bandiera) | D     | Nehuén Paz         |
| 22 | Argentina (bandiera) | C     | Franco Zapiola     |
| 24 | Argentina (bandiera) | D     | Matías Ruiz Díaz   |
| 25 | Argentina (bandiera) | D     | Eros Mancuso       |
| 26 | Argentina (bandiera) | D     | Luciano Lollo      |
| 28 | Argentina (bandiera) | A     | Mateo Pellegrino   |
| 29 | Argentina (bandiera) | D     | Leonardo Godoy     |
| 30 | Argentina (bandiera) | D     | Jorge Rodríguez    |
| 31 | Argentina (bandiera) | A     | Pablo Piatti       |
| 32 | Argentina (bandiera) | C     | Brian Orosco       |
| -- | Argentina (bandiera) | C     | Santiago Ascacíbar |
| -- | Argentina (bandiera) | C     | Franco Sivetti     |

## Rosa 2017-2018
| N. |                      | Ruolo | Calciatore       |
| -- | -------------------- | ----- | ---------------- |
| 1  | Argentina (bandiera) | P     | Jerónimo Pourtau |
| 2  | Argentina (bandiera) | D     | Leandro Desábato |
| 3  | Argentina (bandiera) | D     | Lucas Diarte     |
| 4  | Argentina (bandiera) | C     | Iván Gómez       |
| 5  | Argentina (bandiera) | C     | Fernando Zuqui   |
| 6  | Argentina (bandiera) | D     | Jonathan Schunke |
| 7  | Colombia (bandiera)  | A     | Juan Otero       |
| 8  | Argentina (bandiera) | C     | Gastón Giménez   |
| 9  | Argentina (bandiera) | C     | Lucas Rodríguez  |
| 10 | Argentina (bandiera) | C     | Gastón Fernández |
| 12 | Argentina (bandiera) | P     | Daniel Sappa     |
| 14 | Argentina (bandiera) | D     | Facundo Sánchez  |
| 15 | Argentina (bandiera) | D     | Gastón Campi     |
| 16 | Argentina (bandiera) | A     | Mariano Pavone   |

| N. |                      | Ruolo | Calciatore            |
| -- | -------------------- | ----- | --------------------- |
| 17 | Argentina (bandiera) | C     | Pablo Lugüercio       |
| 19 | Argentina (bandiera) | D     | Sebastián Dubarbier   |
| 20 | Argentina (bandiera) | D     | Matías Ruiz Díaz      |
| 21 | Argentina (bandiera) | P     | Mariano Andújar       |
| 22 | Argentina (bandiera) | C     | Rodrigo Braña         |
| 24 | Argentina (bandiera) | A     | Lucas Melano          |
| 25 | Ecuador (bandiera)   | A     | Jacob Murillo         |
| 26 | Colombia (bandiera)  | A     | Andrés Escobar        |
| 27 | Ecuador (bandiera)   | A     | Christian Alemán      |
| 28 | Argentina (bandiera) | C     | Juan Bautista Cascini |
| 29 | Argentina (bandiera) | C     | Marco Borgnino        |
| 30 | Argentina (bandiera) | A     | Carlo Lattanzio       |
| 31 | Argentina (bandiera) | C     | Matías Laba           |
| 32 | Argentina (bandiera) | D     | Fabián Noguera        |

## Rosa 2014-2015
| N. |                      | Ruolo | Calciatore             |
| -- | -------------------- | ----- | ---------------------- |
| 1  | Argentina (bandiera) | P     | Mariano Andújar        |
| 12 | Argentina (bandiera) | P     | Daniel Sappa           |
| 21 | Argentina (bandiera) | P     | Nahuel Losada          |
| 19 | Argentina (bandiera) | D     | Leandro González Pirez |
| 2  | Argentina (bandiera) | D     | Leandro Desábato       |
| 3  | Brasile (bandiera)   | D     | Diogo Silvestre        |
| 4  | Argentina (bandiera) | D     | Pablo Rosales          |
| 13 | Uruguay (bandiera)   | D     | Matías Aguirregaray    |
| 6  | Argentina (bandiera) | D     | Jonathan Schunke       |
| 3  | Argentina (bandiera) | D     | Lucas Diarte           |
| 14 | Argentina (bandiera) | D     | Facundo Sánchez        |
|    | Argentina (bandiera) | C     | Gastón Gil Romero      |
| 28 | Argentina (bandiera) | C     | Juan Bautista Cascini  |
| 8  | Argentina (bandiera) | C     | Israel Damonte         |
| 18 | Argentina (bandiera) | C     | Augusto Solari         |
| 5  | Argentina (bandiera) | C     | Santiago Ascacíbar     |

| N. |                      | Ruolo | Calciatore          |
| -- | -------------------- | ----- | ------------------- |
| 22 | Argentina (bandiera) | C     | Rodrigo Braña       |
| 24 | Argentina (bandiera) | C     | Julián Marchioni    |
| 7  | Argentina (bandiera) | C     | Carlos Auzqui       |
| 23 | Argentina (bandiera) | C     | Gabriel Graciani    |
| 15 | Argentina (bandiera) | C     | Juan Cavallaro      |
| 36 | Argentina (bandiera) | C     | Emiliano Ozuna      |
| 16 | Cile (bandiera)      | A     | Jeisson Vargas      |
| 10 | Argentina (bandiera) | A     | Lucas Rodríguez     |
| 27 | Argentina (bandiera) | A     | Facundo Quintana    |
| 9  | Argentina (bandiera) | A     | Lucas Viatri        |
| 20 | Uruguay (bandiera)   | A     | Javier Toledo       |
| 26 | Argentina (bandiera) | A     | Elías Umeres        |
| 25 | Argentina (bandiera) | A     | Ignacio Bailone     |
|    | Argentina (bandiera) | C     | Sebastián Dubarbier |
|    | Argentina (bandiera) | D     | Matías Presentado   |

## Giocatori

### Vincitori di titoli
Campioni del mondo
- Luis Islas (Messico 1986)

## Allenatori e presidenti
- 1940-1941 -  Guillermo Stábile
- 1945-1949 -  Alberto Zozaya
- 1949-1951 -  Neil McBain
- 1954-1955 -  Mario Fortunato
- 1955 -  Miguel Ángel Lauri
- 1955 -  Manuel Ferreira
- 1956 -  Saúl Ongaro
- 1960 -  Ricardo Infante
- 1962-1983 -  Saúl Ongaro
- 1963-1964 -  Carlos Aldabe
- 1965-1970 -  Osvaldo Zubeldía
- 1971 -  Carlos Bilardo
- 1972 -  José María Silvero
- 1972 -  Omar Sívori
- 1973-1976 -  Carlos Bilardo
- 1977 -  Eduardo Luján Manera
- 1978 -  Héctor Rial
- 1980 -  José Yudica
- 1981 -  Carlos Pachamé
- 1982-1983 -  Carlos Bilardo
- 1983-1985 -  Eduardo Luján Manera
- 1985-1986 -  Humberto Zuccarelli
- 1986 -  Eduardo Luján Manera
- 1987 -  José Ramos Delgado
- 1987-1988 -  Oscar Malbernat
- 1990-1991 -  Humberto Zuccarelli
- 1991-1992 -  Eduardo Flores
- 1992-1993 -  Luis Garisto
- 1993-1994 -  Enzo Trossero
- 1994 -  Héctor Vargas
- 1994-1995 -  Miguel Ángel Russo &  E. Luján Manera
- 1995 -  Marcos Conigliaro
- 1998-1999 -  Patricio Hernández
- 2000-2002  Néstor Craviotto
- 2002-2003 -  Oscar Malbernat
- 2003 -  Carlos Pachamé
- 2003-2004 -  Carlos Bilardo
- 1º luglio 2004-giugno 2005 -  Reinaldo Merlo
- 1º luglio 2005-30 giugno 2006 -  Jorge Burruchaga
- 18 maggio 2006-9 dicembre 2007 -  Diego Simeone
- 1º gennaio-18 settembre 2008 -  Roberto Sensini
- 20 settembre 2008-10 marzo 2009 -  Leonardo Astrada
- 15 marzo 2009-2 febbraio 2011 -  Alejandro Sabella
- 4 febbraio-30 maggio 2011 -  Eduardo Berizzo
- 1º luglio-8 novembre 2011 -  Miguel Ángel Russo
- 8 novembre 2011-28 aprile 2012 -  Juan Manuel Azconzábal
- 1º luglio 2012-1º aprile 2013 -  Diego Cagna
- 5 aprile 2013-17 aprile 2015 -  Mauricio Pellegrino
- 17 aprile-5 dicembre 2015 -  Gabriel Milito
- 18 dicembre 2015-giugno 2017 -  Nelson Vivas
- giugno-settembre 2017 -  Gustavo Matosas
- settembre 2017-maggio 2018 -  Lucas Bernardi
- giugno 2018 2015-febbraio 2019 -  Leandro Benítez
- 11 marzo 2019-5 marzo 2020 -  Gabriel Milito

## Palmarès

### Competizioni nazionali
- Campionato argentino: 6

1913, Metropolitano 1967, Metropolitano 1982, Nacional 1983, Apertura 2006, Apertura 2010
- Primera B Nacional: 1

1994-1995
- Primera B Metropolitana: 3

1911, 1935, 1954
- Copa Adrián C. Escobar: 1

1944
- Copa General Pedro Ramírez: 1

1945
- Copa Argentina: 1

2023
- Copa de la Liga Profesional: 1

2024
- Trofeo de Campeones de la Liga Profesional: 1

2024

### Competizioni internazionali
- Coppa Libertadores: 4

1968, 1969, 1970, 2009
- Coppa Interamericana: 1

1968
- Coppa Intercontinentale: 1

1968

## Organico

### Rosa delle stagioni passate
- Club Estudiantes de La Plata 1931
- Club Estudiantes de La Plata 2012-2013